# 서경로꿈마루도서관
서경로꿈마루도서관은 서울특별시 성북구에 있는 도서관이다.